# 카운터파트
《카운터파트》(영어: Counterpart)는 2017년부터 2019년까지 방영된 미국의 액션 드라마이다.